# Вооружённые силы Республики Узбекистан

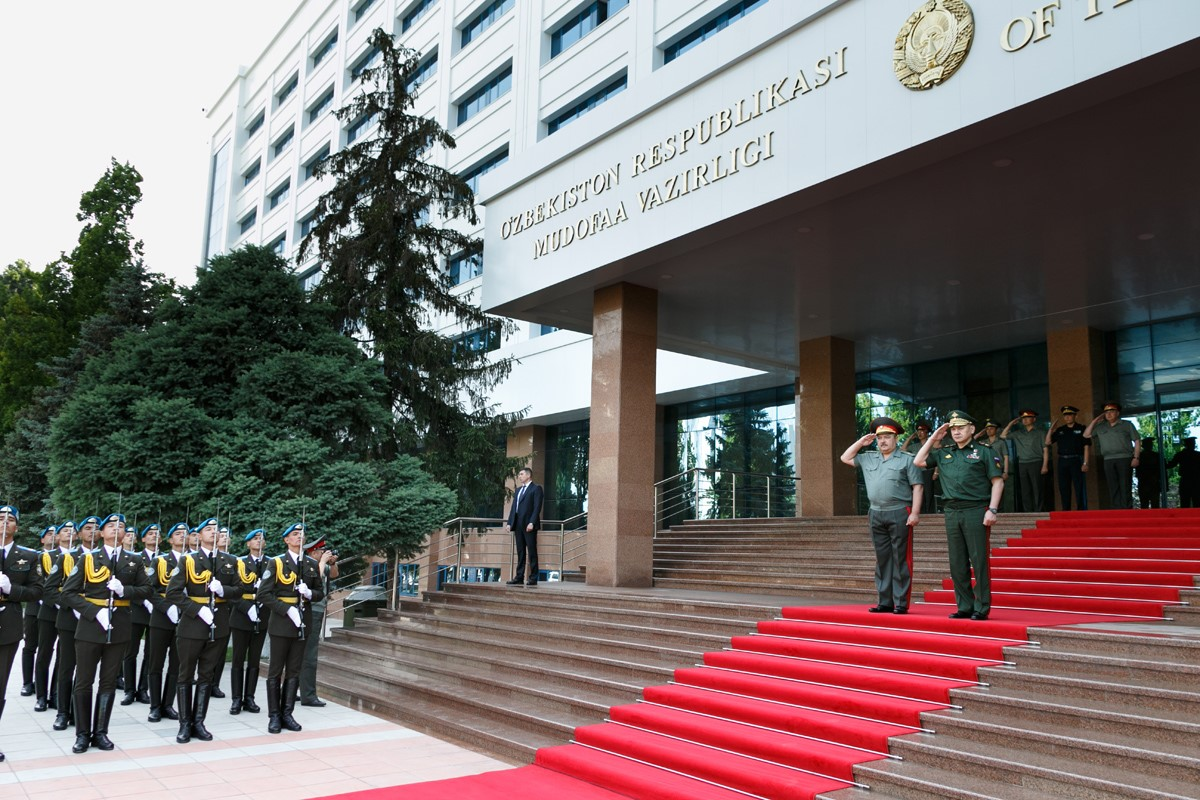
Визит Министра обороны России в Узбекистан, май 2018 года.

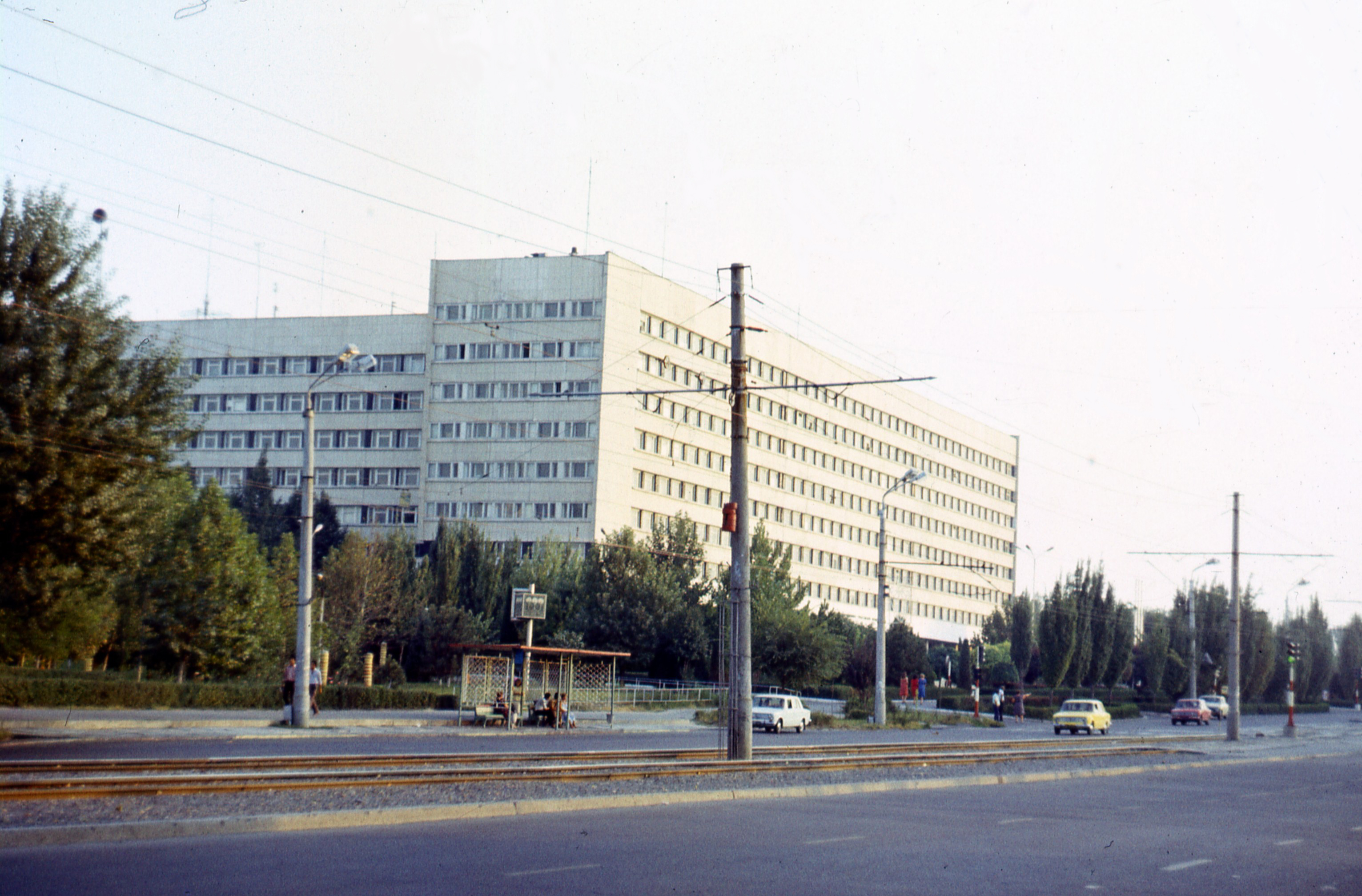
Здание Министерства обороны Узбекистана, ранее штаб ТуркВО.

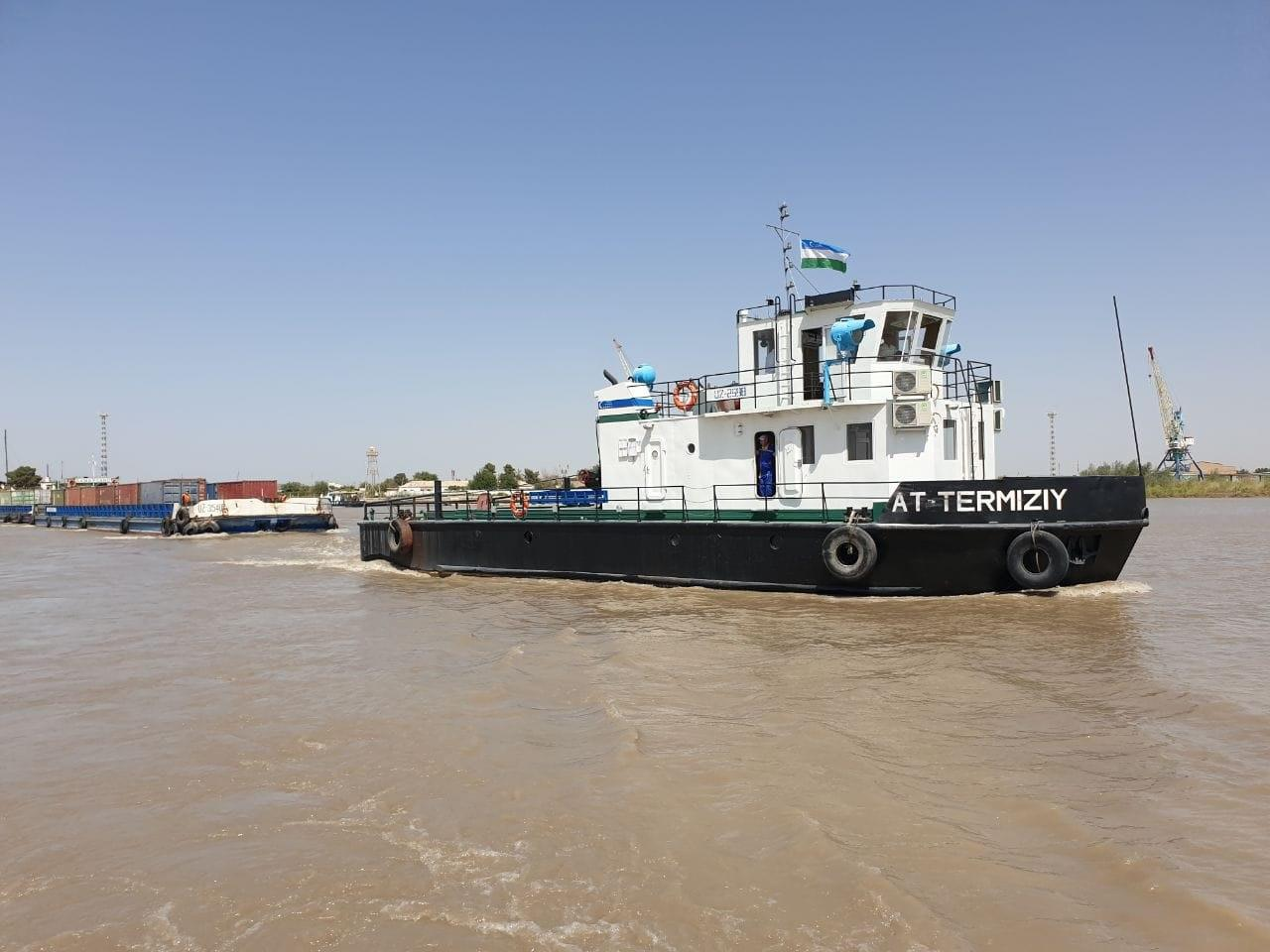

Вооружённые силы Республики Узбекистан (узб. O‘zbekiston Qurolli Kuchlari / Ўзбекистон Қуролли Кучлари; ВС Узбекистана) — совокупность военных сил. Являются основой военной организации государства и системы обороны страны. Предназначены для сдерживания и предотвращения военных конфликтов, а также обеспечения военной безопасности государства.
Вооружённые силы Узбекистана включают в себя органы военного управления, сухопутные войска, ВВС, ВМФ, специальные войска, национальную гвардию и пограничную службу. Задачи Вооружённых сил Узбекистана определяются Президентом Республики Узбекистан в соответствии с нейтральным внешнеполитическим курсом страны, что подразумевает их использование исключительно в оборонительных целях.

## История
История Вооруженных Сил независимого Узбекистана начинает свой отсчёт с 14 января 1992 года, когда все дислоцированные в стране воинские формирования были взяты под национальную юрисдикцию

## Описание
Узбекистан является членом Шанхайской организации сотрудничества (ШОС), он приостановил членство в Организации Договора о коллективной безопасности (ОДКБ) в середине 2012 года. Поддерживает двусторонние оборонные связи с Москвой и использует в основном оборудование советских времён. Значительные авиационные возможности были унаследованы от Советского Союза, но минимальный ремонт и модернизация в промежуточный период существенно сократили боеспособные вооружения и военную технику. Тем не менее, перед 2018 годом осуществлялась закупка самолётов и вертолётов. Налёт пилотов является низким, имеются недостатки технического обслуживания, которые влияют на работоспособность оставшихся самолётов и вертолётов.
По различным источникам, по состоянию на 2023 год численность Вооружённых сил составляла от 48 до 60 тысяч военнослужащих .

## Численность
В 2010 году в Вооружённых силах Узбекистана служили 87 тысяч человек. С того момента численность военнослужащих стала сокращаться.
В 2023 году в Узбекистане служили от 48 до 68 тысяч человек.
| Дата | Численность | Сокращение (%)    |
| ---- | ----------- | ----------------- |
| 2020 | 68 000      | 0,00%             |
| 2019 | 68 000      | 0,00%             |
| 2018 | 68 000      | 0,00%             |
| 2017 | 68 000      | 0,00%             |
| 2016 | 68 000      | 0,00%             |
| 2015 | 68 000      | 0,00%             |
| 2014 | 68 000      | 0,00%             |
| 2013 | 68 000      | 0,00%             |
| 2012 | 68 000      | 0,00%             |
| 2011 | 68 000      | -21,84% (-19 000) |
| 2010 | 87 000      | 0,00%             |
| 2009 | 87 000      | 0,00%             |

## Виды военной службы
В Республике Узбекистан существуют четыре основных вида военной службы:
1. Срочная военная служба — призывник призывается сроком на 12 месяцев.
2. Служба в мобилизационном призывном резерве — призывник призывается на один месяц.
3. Служба по контракту.
4. Служба в рядах резерва Вооружённых сил Республики Узбекистан.

## Состав вооружённых сил
Вооружённые силы состоят из:
- Органов военного управления (Министерство обороны Узбекистана и другие);
- Сухопутных войск;
- Войск ПВО и ВВС;
- Специальных войск;
- Национальной гвардии.

Комитету охраны государственной границы также подчинены военно-речные силы.

### Сухопутные войска
Численность Сухопутных войск на 2023 год составляет 24.5 тыс. человек . В их составе – 11 мотострелковых бригад, одна легкая горная, одна воздушно-десантная, одна десантно-штурмовая, три артиллерийских, одна ракетная
Узбекистан разделён на четыре военных округа, два оперативных и Ташкентское командование:
- Юго-Западный специальный — штаб в Карши
- Восточный — штаб в Маргилане
- Центральный — штаб в Самарканде
- Северо-Западный — штаб в Нукусе
- Ташкентский — штаб в Ташкенте

В каждом округе дислоцирована укомплектованная по полному штату армейская бригада (мотострелковая, танковая или десантно-штурмовая). В особый период командующие округами становятся руководителями всех частей и подразделений силовых структур, расположенных на территории округа.

### Войска ПВО и ВВС
Численность Войск противовоздушной обороны и Военно-воздушных сил Республики Узбекистан на 2023 год составляет 10-15 тысяч человек. В составе войск ПВО и ВВС находятся: одна эскадрилья на МиГ-29/-29УБ, одна эскадрилья Су-27/-27УБ,одна эскадрилья Су-30  , один бомбардировочный авиаполк Су-24, две штурмовые эскадрильи Су-25/-25БМ, одна транспортная эскадрилья Ан-24, C295W, Ту-134, две вертолётных бригады Ми-24, Ми-26, Ми-8,.

### Специальные войска
На базе 15-й бригады спецназа ГРУ СССР (КТуркВО), 459-й отдельной роты специального назначения, а также учебного полка специального назначения (в полку проходили подготовку военнослужащие, отправлявшиеся в Афганистан) . Было образовано несколько батальонов специального назначения численности персонала и боевой техники. В том числе Силы специальных операций Узбекистана общей численностью 5 тыс. человек  15-я отдельная бригада специального назначения. Узбекский спецназ тесно сотрудничает и проводит тренировочные занятие с России, США, Германия, Турция итд   
В настоящее время в Узбекистане существуют следующие спецподразделения: - в составе СНБ — отряд «Ц» антитеррористическое подразделение (аналог российской Альфы), спецназ «ОК Ташкент»; - в составе вооруженных сил— 17-я десантно-штурмовая бригада, батальон спецопераций Восточного военного округа, бригада быстрого реагирования (в/ч 7332) . Специальная бригада «Бургут»  - основная задача данной бригады освобождения объектов (аэропортов, здании) захваченный террористами.
Также существует ОБСО (отдельный батальон специальных операций) «Каплан» («Рысь»), созданный в 2001 г. Батальон укомплектован офицерами, прошедшими специальную подготовку для действий в условиях высокогорья. За основу программы подготовки подразделения была взята программа подготовки высокогорных альпийских подразделений Австрии («Ягдкоманд»).
В 2017 году в по всей территории Республики Узбекистан было преобразован МООН (Мобильный Отряд Особого назначения)     на базе бывших (СОБР и ОМОН, Барс войсковая часть 7351) .
1 июля в Республике Узбекистан отмечается День Сил Специальных Oпераций 

### Национальная гвардия
Согласно статьи 6 Закона Республики Узбекистан “Об основах Государственной независимости Республики Узбекистан”, Постановлением Кабинета Министров Республики от 23 января 1992 года за №29, в целях защиты независимости и целости страны, конституционных прав и свобод граждан, в составе воинской части № 3408 МВД Республики была создана бригада Национальной Гвардии и передана в подчинение Министерства обороны республики (воинская часть 62814).

### Комитет охраны госграницы
В 1937 году в составе НКВД был сформирован Главное управление Пограничных и внутренних войск, и его отделы на территории советских социалистических республик.
К моменту распада СССР охрану этого участка границы с Афганистаном осуществляла 22-я отдельная бригада пограничных сторожевых кораблей (войсковая часть № 9873) Среднеазиатского пограничного округа КГБ СССР, с дислокацией управления бригады в г. Термез.
В апреле 2022 года узбекские пограничники получили от США 50 автомобилей Toyota Hilux и Fortuner на общую сумму $2,25 млн. США в 2023 году передали Пограничным войскам Службы государственной безопасности Узбекистана спецтехнику для наблюдения стоимостью $600 тысяч, Церемонию передачи 225 инфракрасных монокуляров FLIR провел посол Джонатан Хеник, Погранвойска представлял заместитель командующего ПВ СГБ полковник Бахтияр Мансуров .

## Военные учебные заведения
- Академия Вооружённых Сил Республики Узбекистан
- Военно-технический институт Национальной гвардии Республики Узбекистан
- Военный институт информационно-коммуникационных технологий и связи Министерства обороны Республики Узбекистан
- Таможенный институт Государственного Таможенного Комитета
- Высшее военное авиационное училище Республики Узбекистан
- Чирчикское высшее танковое командно-инженерное училище
- Академия Министерства внутренних дел Республики Узбекистан
- Институт Службы государственной безопасности Республики Узбекистан
- Институт пожарной безопасности Министерства по чрезвычайным ситуациям Республики Узбекистан

## Военно-техническое сотрудничество
Сотрудничество Москвы и Ташкента велось с момента получения Узбекистаном независимости. В период формирования узбекистанских вооруженных сил как отдельной структуры, Российская Федерация оказывала существенную помощь. До 2005 года велись отдельные поставки БТР-80, вертолётов Ми-8, миномётов различного калибра, гранатометов с боеприпасами, а также снайперского оружия. Вооружённым силам Узбекистана поставлялись крупные партии боеприпасов и взрывчатых веществ. 29 ноября 2016 года военные ведомства двух стран подписали договор о развитии военно-технического сотрудничества, в апреле 2017 года его ратифицировали. Ташкент стал активно получать государственные экспортные кредиты от Москвы и проявлять повышенный интерес к закупке вооружений. Ещё в августе 2017 года делегация высокопоставленных узбекистанских силовиков посетила Иркутский авиастроительный завод, где ознакомилась с его производственными мощностями, после чего заявила о желании обладать Су-30СМ. По словам специалистов, в комплект к ним должны были войти средства наземного обеспечения полетов и авиационные средства поражения, а также обучение летного и инженерно-технического составов, и поставка тренажерного комплекса. Обсуждались поставки трассового радиолокационного комплекса 12А6 «Сопка-2» (приобретение девяти комплектов), мастерской техобслуживания к зенитно-ракетному комплексу «Печора-2М» и ряда радиолокационных станций («Противник-ГЕ», «Гамма-ДЕ» и «Подлет-Е» и 31 комплекта «Фара-ВР») и систем связи различного назначения.
В рамках выданного в 2017 году Узбекистану государственного экспортного кредита реализовывалась поставка партии вертолётов Ми-35М и имущества к ним.
«Концерн ВКО „Алмаз-Антей“» в 2018 году согласовал с узбекской стороной проект контракта на модернизацию четырех РЛС П-37 и вручил предложения по модернизации дополнительно семи РЛС П-37 до уровня 12А6 «Сопка-2». Контракт, должен был быть подписан в июле. Кроме того, обсуждался проект модернизации состоящих на вооружении Узбекистана РЛС П-37 до уровня 12А6 «Сопка-2».  К июню 2019 года в силу вступили 12 новых контрактов о поставках и модернизации техники.
На фоне вывода войск НАТО из Афганистана, руководством Узбекистана было принято решение о наращивании военного потенциала республики.
Так в 2021 году Россия выполнила поставки в Узбекистан самолётов  Су-30СМ, вертолётов Ми-35М, зенитных ракетных комплексов «Бук-М2Э», бронетранспортеров БТР-80 и БТР-82А. Также были поставлены многофункциональные комплексы с БПЛА «Орлан-10Е», легкобронированные автомобили «Тайфун-К» и стрелковое оружие.
Директор Федеральной службы по военно-техническому сотрудничеству Дмитрий Шугаев отметил, что поставки летательной техники, БТР, зенитно-ракетных комплексов в Узбекистан составили около $12 млн.
3 ноября 2022 США передали в виде военной помощи 50 багги «Polaris».